# Duron
El AMD Duron és un processador compatible x86 fabricat per AMD. Va ser comercialitzat el 19 de juny de 2000 com a alternativa de baix cost pels processadors Athlon (de la mateixa AMD) o pel Pentium III de Intel. Va deixar-se de fabricar el 2004, rellevada per la familia Sempron.